# Det Gyldne Bur
La Det Gyldne Bur (Caja dorada) es un premio otorgado al mejor portero del año en el fútbol danés. El ganador es decidido después de una votación entre los guardametas de las dos primeras divisiones del país, SAS Ligaen y la Primera división de Dinamarca. El galardón es otorgado por el periódico deportivo de Dinamarca, TIPS-Bladet, desde 1984.

## Recipients
| Año  | Ganador             | Club            |
| ---- | ------------------- | --------------- |
| 1984 | Ole Qvist           | KB              |
| 1985 | Troels Rasmussen    | AGF Århus       |
| 1986 | Lars Høgh           | Odense BK       |
| 1987 | Peter Schmeichel    | Brøndby IF      |
| 1988 | Peter Schmeichel    | Brøndby IF      |
| 1989 | Lars Høgh           | Odense BK       |
| 1990 | Peter Schmeichel    | Brøndby IF      |
| 1991 | Kim Brodersen       | Lyngby BK       |
| 1992 | Lars Høgh           | Odense BK       |
| 1993 | Lars Høgh           | Odense BK       |
| 1994 | Lars Høgh           | Odense BK       |
| 1995 | Lars Windfeld       | AGF Århus       |
| 1996 | Jørgen Nielsen      | Hvidovre IF     |
| 1997 | Erik Boye           | Vejle BK        |
| 1998 | Jimmy Nielsen       | Aalborg BK      |
| 1999 | Peter Kjær          | Silkeborg IF    |
| 2000 | Arek Onyszko        | Viborg FF       |
| 2001 | Karim Zaza          | Odense BK       |
| 2002 | Karim Zaza          | Odense BK       |
| 2003 | Karim Zaza          | Brøndby IF      |
| 2004 | Jimmy Nielsen       | Aalborg BK      |
| 2005 | Jesper Christiansen | F.C. Copenhagen |
| 2006 | Jesper Christiansen | F.C. Copenhagen |
| 2007 | Jesper Christiansen | F.C. Copenhagen |
| 2008 | Stephan Andersen    | Brøndby IF      |
| 2009 | Roy Carroll         | Odense BK       |